# Брасе Пиколо (Кунео)
Брасе Пиколо је насеље у Италији у округу Кунео, региону Пијемонт.
Према процени из 2011. у насељу је живело 24 становника. Насеље се налази на надморској висини од 255 м.